# Eliseo Lodi
Eliseo Lodi, all'anagrafe Iseo, (Belfiore, 19 novembre 1923 – Verona, 31 marzo 2012) è stato un allenatore di calcio e calciatore italiano, di ruolo mediano.

## Carriera
Ha esordito in Serie A con la maglia del Palermo l'11 settembre 1949 in Como-Palermo (1-0).
Il 10 luglio 1960 ha disputato il ritorno della sfida contro il Diósgyőri valevole per la Coppa Mitropa 1960.